# Liste der Orte im Landkreis Hildburghausen
Diese Liste enthält alle Orte (Städte, Gemeinden und Ortsteile) im thüringischen Landkreis Hildburghausen.
| Ort                   | Gemeinde          | Einwohner (ca.) |
| --------------------- | ----------------- | --------------- |
| Adelhausen            | Straufhain        | 200             |
| Ahlstädt              | Ahlstädt          | 137             |
| Albingshausen         | Heldburg          | 100             |
| Altendambach          | Schleusingen      | 350             |
| Bad Colberg           | Heldburg          | 143             |
| Bedheim               | Römhild           | 588             |
| Beinerstadt           | Beinerstadt       | 384             |
| Biberau               | Schleusegrund     | 600             |
| Birkenfeld            | Hildburghausen    | 300             |
| Bischofrod            | Bischofrod        | 187             |
| Bockstadt             | Eisfeld           | 162             |
| Brattendorf           | Auengrund         | 840             |
| Breitenbach           | Schleusingen      | 900             |
| Brünn                 | Brünn             | 465             |
| Bürden                | Hildburghausen    | 238             |
| Crock                 | Auengrund         | 970             |
| Dingsleben            | Dingsleben        | 271             |
| Ebenhards             | Hildburghausen    | 237             |
| Ehrenberg             | Ehrenberg         | 198             |
| Eicha                 | Römhild           | 261             |
| Eichenberg            | Eichenberg        | 178             |
| Einöd                 | Heldburg          | 50              |
| Einsiedel             | Masserberg        | 150             |
| Eisfeld, Stadt        | Eisfeld           | 4.190           |
| Eishausen             | Straufhain        | 450             |
| Erlau                 | Schleusingen      | 1.100           |
| Fehrenbach            | Masserberg        | 625             |
| Fischbach             | Schleusingen      | 143             |
| Friedrichshöhe        | Eisfeld           | 60              |
| Geisenhöhn            | Schleusingen      | 101             |
| Gellershausen         | Heldburg          | 377             |
| Gerhardtsgereuth      | Hildburghausen    | 201             |
| Gethles               | Schleusingen      | 416             |
| Gießübel              | Schleusegrund     | 650             |
| Gleichamberg          | Römhild           | 993             |
| Gleicherwiesen        | Römhild           | 348             |
| Gompertshausen        | Heldburg          | 505             |
| Goßmannsrod           | Veilsdorf         | 391             |
| Gottfriedsberg        | Schleusingen      | 122             |
| Grimmelshausen        | Grimmelshausen    | 181             |
| Grub                  | Grub              | 183             |
| Haina                 | Römhild           | 850             |
| Harras                | Eisfeld           | 610             |
| Häselrieth            | Hildburghausen    | 350             |
| Heckengereuth         | Schleusingen      | 100             |
| Heid                  | Eisfeld           | 100             |
| Heldburg, Stadt       | Heldburg          | 1.100           |
| Hellingen             | Heldburg          | 450             |
| Henfstädt             | Henfstädt         | 363             |
| Herbartswind          | Eisfeld           | 130             |
| Heßberg               | Veilsdorf         | 615             |
| Hetschbach            | Veilsdorf         | 116             |
| Heubach               | Masserberg        | 520             |
| Hildburghausen, Stadt | Hildburghausen    | 9.600           |
| Hindfeld              | Römhild           | 150             |
| Hinternah             | Schleusingen      | 1.500           |
| Hinterrod             | Eisfeld           | 175             |
| Hirschbach            | Schleusingen      | 400             |
| Hirschendorf          | Eisfeld           | 207             |
| Holzhausen            | Heldburg          | 149             |
| Käßlitz               | Heldburg          | 150             |
| Kloster Veilsdorf     | Veilsdorf         | 625             |
| Kloster Veßra         | Kloster Veßra     | 160             |
| Langenbach            | Schleusegrund     | 150             |
| Leimrieth             | Hildburghausen    | 299             |
| Lengfeld              | Lengfeld          | 449             |
| Linden                | Straufhain        | 250             |
| Lindenau              | Heldburg          | 381             |
| Marisfeld             | Marisfeld         | 436             |
| Massenhausen          | Straufhain        | 50              |
| Masserberg            | Masserberg        | 620             |
| Mendhausen            | Römhild           | 327             |
| Merbelsrod            | Auengrund         | 400             |
| Milz                  | Römhild           | 800             |
| Neuendambach          | Hildburghausen    | 50              |
| Neuhof                | Kloster Veßra     | 180             |
| Oberrod               | Schleusingen      | 70              |
| Oberstadt             | Oberstadt         | 393             |
| Oberwind              | Auengrund         | 300             |
| Pfersdorf             | Hildburghausen    | 335             |
| Poppenhausen          | Heldburg          | 180             |
| Poppenwind            | Auengrund         | 200             |
| Rappelsdorf           | Schleusingen      | 330             |
| Ratscher              | Schleusingen      | 142             |
| Reurieth              | Reurieth          | 700             |
| Rieth                 | Heldburg          | 250             |
| Römhild, Stadt        | Römhild           | 1.886           |
| Roth                  | Römhild           | 289             |
| Saargrund             | Eisfeld           | 100             |
| Sachsenbrunn          | Eisfeld           | 1.750           |
| St. Bernhard          | St. Bernhard      | 275             |
| St. Kilian            | Schleusingen      | 250             |
| Schackendorf          | Veilsdorf         | 362             |
| Schirnrod             | Eisfeld           | 150             |
| Schlechtsart          | Schlechtsart      | 168             |
| Schleusingen, Stadt   | Schleusingen      | 4.100           |
| Schleusingerneundorf  | Schleusingen      | 700             |
| Schmeheim             | Schmeheim         | 319             |
| Schnett               | Masserberg        | 560             |
| Schönbrunn            | Schleusegrund     | 1.500           |
| Schwarzbach           | Auengrund         | 400             |
| Schweickershausen     | Schweickershausen | 149             |
| Seidingstadt          | Straufhain        | 250             |
| Siegritz              | Reurieth          | 200             |
| Silbach               | Schleusingen      | 100             |
| Simmershausen         | Römhild           | 292             |
| Steinbach             | Schleusegrund     | 230             |
| Steinfeld             | Straufhain        | 350             |
| Stelzen               | Eisfeld           | 80              |
| Stressenhausen        | Straufhain        | 450             |
| Streufdorf            | Straufhain        | 850             |
| Sülzdorf              | Römhild           | 160             |
| Tachbach              | Themar            | 120             |
| Themar, Stadt         | Themar            | 2.650           |
| Tossenthal            | Eisfeld           | 60              |
| Ummerstadt, Stadt     | Ummerstadt        | 508             |
| Veilsdorf             | Veilsdorf         | 956             |
| Völkershausen         | Heldburg          | 124             |
| Wachenbrunn           | Themar            | 250             |
| Waffenrod             | Eisfeld           | 350             |
| Waldau                | Schleusingen      | 800             |
| Weitersroda           | Hildburghausen    | 322             |
| Weitesfeld            | Eisfeld           | 70              |
| Westenfeld            | Römhild           | 382             |
| Westhausen            | Westhausen        | 611             |
| Wiedersbach           | Auengrund         | 270             |
| Zeilfeld              | Römhild           | 250             |
| Zollbrück             | Kloster Veßra     | 4               |

## Weitere Ortsteile
- Zu Bischofrod gehört das Gehöft Keulrod.
- Zu Eisfeld gehört das Dorf Steudach, das inzwischen mit der Stadt zusammengewachsen ist. Sachsenbrunn entstand aus den zusammengewachsenen Dörfern Sachsendorf und Schwarzenbrunn. Außerdem gehört die Siedlung Sophienau zur Ortschaft.
- Zu Heldburg gehört das Gehöft Volkmannshausen.
- Zu Hildburghausen gehört das Dorf Wallrabs, das mit der Stadt zusammengewachsen ist. Auch die Siedlung Friedrichsanfang liegt in der Stadtgemarkung.
- Zu Kloster Veßra gehört der Ortsteil Zollbrück
- Zu Reurieth gehört das Gehöft Trostadt.
- Zu Römhild gehört die Gehöfte Buchenhof und Mönchshof.

- Der Schleusegrunder Ortsteil Biberau entstand aus den zusammengewachsenen Orten Biberschlag, Lichtenau, Engenstein und Tellerhammer. Der Ortsteil Schönbrunn wurde aus Schönau, Unterneubrunn, Oberneubrunn und Gabel gebildet.
- Zu Straufhain gehört das Gehöft Sophienthal.
- Zu Westhausen gehört das Gehöft Haubinda.

- Karte mit allen verlinkten Seiten:
- OSM |
- WikiMap